# آنی پالمن
آنی پالمن (به انگلیسی: Annie Palmen) (زاده ۱۹ اوت ۱۹۲۶-درگذشته ۱۵ ژانویه ۲۰۰۰) خواننده هلندی بود.
او نماینده هلند در یوروویژن ۱۹۶۳ بود.